# Mpule Kwelagobe
Mpule Keneilwe Kwelagobe (Gaborone, 14 novembre 1979) è una modella botswana, eletta Miss Universo 1999.

## Biografia
Inizialmente aveva partecipato a Miss Mondo 1997, ma non si era classificata. Mpule Kwelagobe è stata la prima Miss Universo Botswana (nel 1997), e la prima Miss Botswana a partecipare a Miss Universo, dove è stata incoronata nel maggio 1999.
Conseguentemente alla vittoria del titolo, Mpule Kwelagobe è diventata testimonial di diverse associazioni che combattono l'AIDS, oltre che promotrice di una maggiore diffusione dell'educazione sessuale. Grazie al suo impegno sociale nel 2000 è stata nominata ambasciatrice delle Nazioni Unite. Il World Economic Forum l'ha scelta nel 2003 come Global Leader for Tomorrow (GLT) e nel 2006 come Young Global Leader (YGL).
Mpule Kwelagobe ha ottenuto una laurea in scienze politiche presso la Columbia University.